# 克里昂
克里昂（前－前422年），活躍於前五世紀的古希臘伯羅奔尼撒戰爭期間的古雅典政治家與軍事將領，出身富裕的皮革家庭，古希臘歷史學家修昔底德和阿里斯托芬均對其持有異議，認為他是該戰爭的挑動者之一。早年反對伯利克里受到挫折，後來在伯利克里死後成功地崛起，掌權期間他竭力糾集其他希臘城邦反對斯巴達，在和斯巴達交戰的安菲波利斯战役中陣亡。

## 外部連結
- Livius.org: Cleon （页面存档备份，存于）